# Mary Elizabeth Winsteadová
Mary Elizabeth Winsteadová (nepřechýleně: Winstead, * 28. listopadu 1984 Rocky Mount, Severní Karolína) je americká herečka. Vyrůstala se čtyřmi staršími sourozenci ve městě Sandy v Utahu, kde se začala věnovat baletu. Hereckou kariéru zahájila rolí v jedné epizodě seriálu Dotek anděla a později ještě v několika dalších seriálech. Později hrála například ve filmech Nezvratný osud 3, Černé Vánoce, Smrtonosná past 4.0 nebo v životopisném Warholka, kde ztvárnila Ingrid Superstar.